# Menschikow-Turm

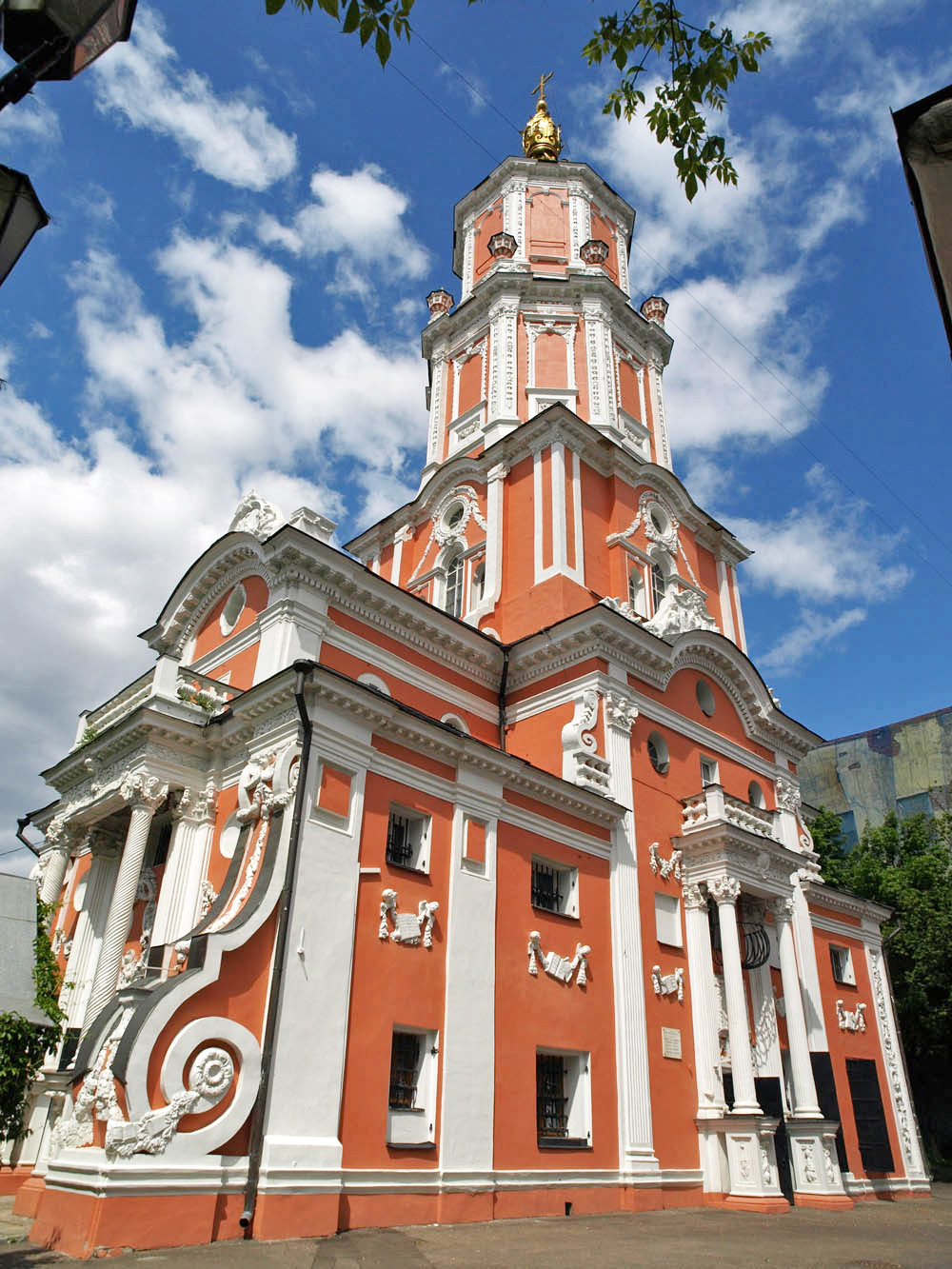
Der Menschikow-Turm

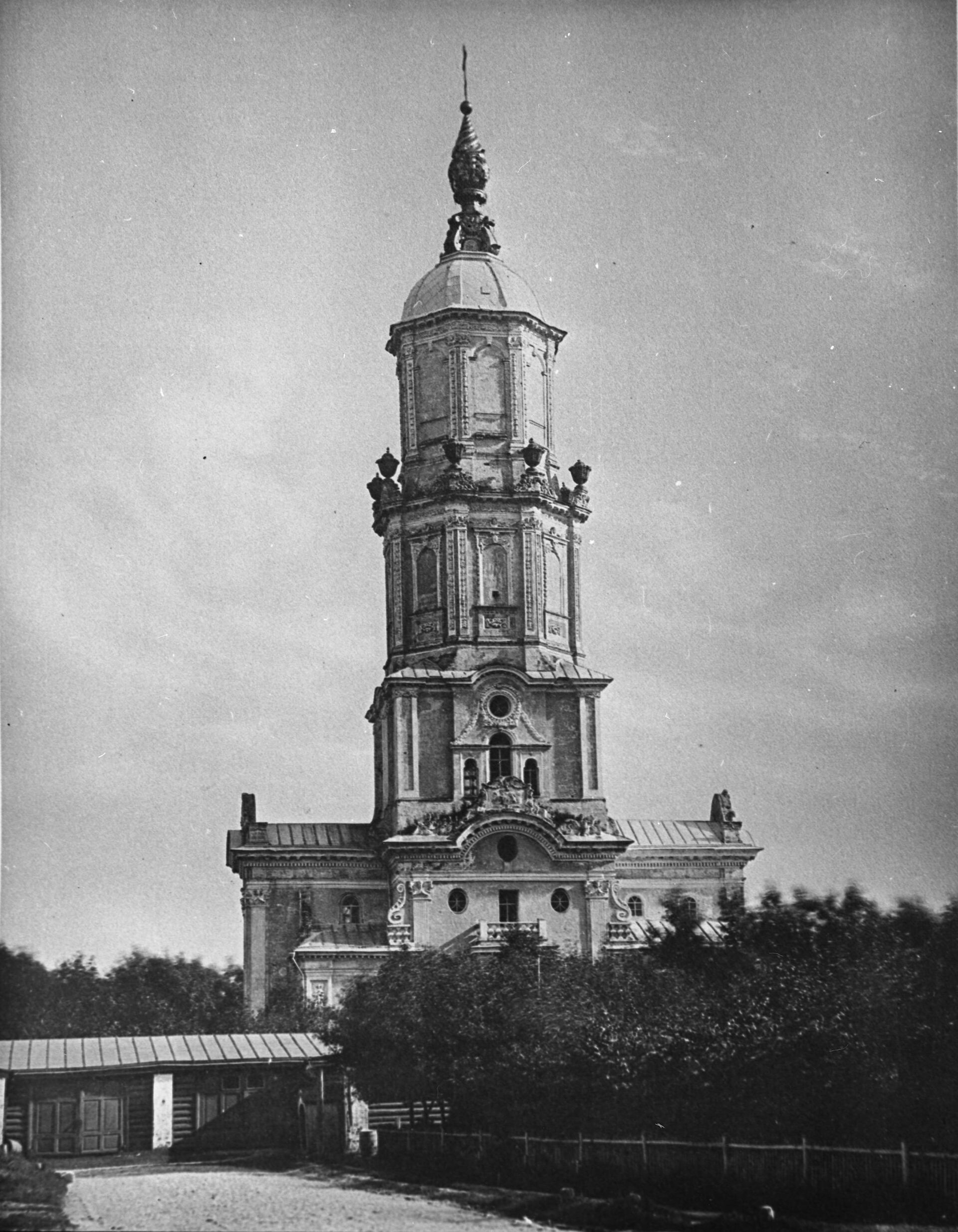
Die Kirche 1882

Der Menschikow-Turm (russisch Меншикова башня), auch bekannt als Kirche Erzengel Gabriels (russisch Церковь Архангела Гавриила), ist eine russisch-orthodoxe Barock-Kirche im Zentrum Moskaus im Stadtteil Basmanny innerhalb des Boulevardrings. Er war das erste Bauwerk in Moskau, das mit 81 Metern die Höhe des Glockenturms Iwan des Großen erreichte, und ist heute das älteste der noch erhaltenen Bauwerke des Peter-Barocks in Moskau.
Die Kirche wurde im Jahre 1707 im Auftrag Alexander Menschikows vom Architekten Iwan Sarudny in Zusammenarbeit mit Domenico Trezzini, italienischen und schweizerischen Meistern aus den Kantonen Freiburg und Tessin sowie russischen Steinmetzen aus Kostroma und Jaroslawl erbaut. Sie ersetzte eine ältere Kirche Erzengel Gabriels, die erstmals im Jahre 1551 an dieser Stelle erwähnt wird.
1723 brannte der Kirchturm nach einem Blitzschlag ab. Die herabfallenden Kirchenglocken durchschlugen das Holzdach und zerstörten Teile der Inneneinrichtung des Kirchenschiffs. Die Seitenaltäre blieben allerdings unbeschädigt, an ihnen fanden weiterhin Gottesdienste statt, während der Hauptturm bis 1773 „geköpft“ blieb. Von 1773 bis 1779 wurde der Turm in seiner heutigen Form wiederaufgebaut. Dabei trat anstelle der ursprünglich achteckigen Turmspitze die neue, kompaktere Kuppel im Barock-Stil.
Der Menschikow-Turm hatte keine Heizung und blieb daher im Winter geschlossen. Für die Winterzeit wurde im Jahre 1806 eine kleinere neoklassizistische Kirche des Heiligen Theodor errichtet. Sie sorgt auch für das Glockengeläut, denn der Menschikow-Turm selbst hat seit dem Brand von 1723 keine Glocken mehr.
In den Jahren 1821 bis 1850 diente der Menschikow-Turm als Hauskirche des Zentralpostamts. Dabei wurde das Bauwerk renoviert und der Hauptturm erhielt seine ananasförmige Spitze, die bis heute erhalten blieb. Darüber hinaus plante das Zentralpostamt die Neuinstallation der Glocken, doch das Vorhaben wurde nicht umgesetzt.
Im Jahre 1922 wurde die Kirche geplündert, für Gottesdienste geschlossen und verlor dabei unter anderem ihre Ikonostase. Die heutige Ikonostase stammt aus einer Kirche im Bezirk Preobraschenskoje, die um 1960 zerstört worden war. Zum Ende des Zweiten Weltkriegs wurden von der sowjetischen Regierung wieder günstige Bedingungen für die Russisch-Orthodoxe Kirche geschaffen; unter anderem wurde beschlossen, ein Metochi vom Patriarchat von Antiochien in Moskau wiederherzustellen. Dafür gab die Regierung die Kirche Erzengel Gabriels sowie die Kirche des Märtyrers Theodor Stratelates an die Eparchie Moskau zurück. Am 17. Juli 1948 wurde die Kirche wiedergeweiht.  